# Geodatastyrelsen
Geodatastyrelsen varetager Danmarks ejendomsregistrering og søkortlægning i Danmark og Grønland.

## Navneændring
Geodatastyrelsen, hed Kort- og Matrikelstyrelsen (forkortet KMS), indtil 31. dec. 2012

Der er alene tale om en navneændring og en intern omorganisering. Der er ikke ændret på styrelsens opgaver og ansvarsområder.
Pr. 1. januar 2016 blev Geodatastyrelsen delt i to styrelser, Geodatastyrelsen (GST) som flyttede til Nørresundby i udgangen af 2016 og Styrelsen for dataforsyning og effektivisering (SDFE, i dag Klimadatastyrelsen), som forblev på Rentemestervej 8 i København.

## Lovgrundlag
Geodatastyrelsen er en statsvirksomhed, og blev dannet i 1989 ved en sammenlægning af Geodætisk Institut, Søkortarkivet og Matrikeldirektoratet under By- og Boligministeriet. Og blev fra 20.11.2001 en del af Miljøministeriet.
Geodatastyrelsen har ansvaret for følgende love:
- Lov om Geodatastyrelsen (tidligere KMS-loven)
- Lov om infrastruktur for geografisk information (INSPIRE)
- Lov om udstykning og anden registrering i matriklen (Udstykningsloven)[3]
- Lov om afgift ved udstykning m.m. (Udstykningsafgiftsloven)
- Lov om landinspektørvirksomhed (Landinspektørloven)
- Lov angående Geodætisk Instituts trigonometriske Stationer m.v.

## Organistation
Geodatastyrelsen er inddelt i følgende områder:
- Direktion (DIR)
- Ressourcer og IT (RIT)
- Matrikel og Ejendomsregistrering (MAT)
- Søkort og Marine Data (SOE)

## Internettjenester
Geodatastyrelsen driver en række internettjenester for myndigheder, virksomheder og borgere.
Tidligere krævede de fleste tjenester særlig adgang og kun mod betaling. I dag, efter grunddataprogrammets indførsel, har de fleste tjenester fri adgang.
De gratis tjenester (Se links under Eksterne henvisninger):
- WEB-matriklen: Adgang til matrikelkort og registerinformation
- Valdemar: Adgang til plan- og højdefikspunkter i Danmark.
- Simpel koordinattransformation: Koordinattransformation mellem danske koordinatsystemer.
- KMSTrans (program - kan downloades): Adgang til en mere præcis koordinattransformation mellem danske koordinatsystemer, end de fleste GIS-løsninger kan klare.
- Matrikel-Info: Adgang til aktuelle oplysninger fra matrikelregistret som f.eks. oplysninger om forurenede grunde, strandbeskyttelse og stormfaldstilskud.
- KF-Download: Se afsnit om Frie Data.
- Det Marine Danmarkskort
- Matriklen.dk

## Frie data
Matrikeldata fra Geodatastyrelsen er en del af de frie geografiske grunddata, som kan anvendes af alle til både kommercielle og ikke-kommercielle formål uden betaling. Forudsætningen for at Geodatastyrelsen kan stille data fri, var den ændring af lovgrundlaget - ”Lov om Geodatastyrelsen” – som blev vedtaget i slutningen af 2012. 

## Geodatastyrelsens pendanter i andre lande
- Førøerne: Matrikul (se nedenfor)
- Grønland: Asiaq (Grønlands Forundersøgelser); men ingen matrikulering.[3]
- Sverige: Lantmäteriet
- Norge: Statens kartverk
- Finland: Lantmäteriverket
- Tyskland: Bundesamt für Kartographie und Geodäsie (BKG)
- Storbritannien: Ordnance Survey
- USA: United States Geological Survey

### Matrikul på Færøerne
Det færøske matrikelvæsen, Matrikul under Umhvørvisstovan (Miljøstyrelsen), er den offentlige forvaltningsmyndighed, der varetager de tilsvarende opgaver som det danske matrikelvæsen.